# Tetsuya Yamaoka
Tetsuya Yamaoka (山岡 哲也 Yamaoka Tetsuya?), född 4 mars 1990 i Osaka prefektur, är en japansk fotbollsspelare.
Yamaoka började sin karriär 2012 i SP Kyoto FC. 2016 flyttade han till Kagoshima United FC.